# Melanella medipacifica
Melanella medipacifica is een slakkensoort uit de familie van de Eulimidae. De wetenschappelijke naam van de soort is voor het eerst geldig gepubliceerd in 1917 door Pilsbry.